# Хэмбли, Барбара
Барбара Джоан Хэмбли (англ. Barbara Joan Hambly; 28 августа 1951 года, Сан-Диего, Калифорния) — американская писательница и сценаристка, наиболее известная, как автор фантастических циклов («Children of the Jedi», 1995), а также романтических повестей («Those Who Hunt the Night», 1998).

## Биография
«Я всегда мечтала быть писателем, но все вокруг без конца говорили мне, что это непрестижно и невыгодно. Я доказала, что они неправы — в обоих пунктах!»
Большую часть детства и юности она провела в Калифорнии, за исключением нескольких стажировок в Австралии и Франции. В 1975 году она получила в Калифорнийском университете в Риверсайде степень по средневековой истории.
Окончив университет, она стала искать работу, которая позволила бы ей заниматься литературой. Она работала школьным учителем, корректором, моделью, официанткой, продавщицей в винном магазине, инструктором карате. Также она писала сценарии к мультфильмам и договаривалась о работе сценариста фэнтезийных комиксов. Но среди наиболее любимых её произведений — «Волшебник страны Оз» Л. Фрэнка Баума, в подростковом возрасте она зачитывалась также Берроузом, Киплингом, Конан Дойлом, Лавкрафтом, Джорджетт Хейер и Мэри Рено. И, конечно, «Властелином Колец», увлечение которым привело в лоно фэнтези множество будущих писателей. Толкин настолько поразил Барбару, что стены её комнаты буквально заполнились целым выводком нарисованных девочкой драконов, эльфов, хоббитов…

### Семья и детство
Её отец, Эдвард Эверетт Хэмбли, был инженером, трудившимся на военно-промышленный комплекс США в аэрокосмической области. Мать же, Флоренс Мораски, занималась домашним хозяйством и семьёй, ведь у Барбары имелись ещё старшая сестра Мэри Энн и младший брат Эдвард.
Несмотря на то, что большую часть детства Хэмбли провела в родной Калифорнии, огромное впечатление на Барбару произвело путешествие в Австралию. В 1967 году Эдвард Хэмбли был назначен представителем своей фирмы, заключившей контракт на поставку ракет для австралийских ВВС. Отправившись на полгода в Новый Южный Уэльс, он прихватил с собой всю семью. Барбаре было 15, она проучилась в австралийской школе семестр и навсегда сохранила в памяти чудесный образ страны на краю света. «Я до сих пор лелею картину освещённого Луной океана, словно ценнейшее сокровище», — вспоминала писательница годы спустя.
Вернувшись домой, в южно-калифорнийский городок Монтклейр, Барбара закончила там школу, после которой поступила в Калифорнийский университет в Риверсайде, где в 1975 году получила степень по истории средневековья. Затем последовал год стажировки во Франции, в университете города Бордо. Тогда же, в студенчестве, Хэмбли увлеклась исторической реконструкцией в области средневекового костюма, став активным членом Общества Креативного Анахронизма.
Несмотря на попытки семьи и друзей наставить Барбару на «путь истинный», она ещё со школы твёрдо решила — буду писателем! Однако путь к мечте оказался тернист. После университета Хэмбли осознанно отказалась от научной карьеры, с упоением взявшись за сочинительство. Впрочем, сначала она устроилась в школу, преподавать историю в старших классах — но работа оказалась излишне хлопотной. Из школы Барбара ушла, однако жить на что-то было надо (о литературных гонорарах приходилось пока лишь мечтать), потому Хэмбли тасовала работы, как колоду карт, сознательно выбирая те, которые оставляли бы ей больше времени на творчество. Корректор в издательстве, официантка в небольшом кафе, ночной сторож в винном магазине — чем только она не занималась! Одно время даже подрабатывала инструктором в школе карате, которым Барбара увлеклась ещё в университете, получив «чёрный пояс» в 1978 году. А вот успехами на литературном поприще Барбара долго похвастаться не могла — так, пописывала сценарии к комиксам и мультфильмам, впрочем, без особого результата.
Что до личной жизни Барбары Хэмбли, то известно о ней немного. Несколько лет она была замужем за известным фантастом, одним из ведущих авторов посткиберпанка Джорджем Алеком Эффинджером — вплоть до его кончины в 2002-м. Ныне Барбара Хэмбли живёт одна в своём доме в Лос-Анджелесе, в компании с несколькими кошками. Среди увлечений писательницы — средневековая музыка, живопись, гадание на картах Таро, пеший туризм. Барбара Хэмбли имеет чёрный пояс по карате, увлекается рисованием, танцами, созданием исторических и фэнтезийных костюмов, гаданием на картах Таро, а временами — плотницким делом. В 1998 году она вышла замуж за писателя Джорджа Алека Эффинджера, скончавшегося в 2002 году. Сейчас она проживает в Лос-Анджелесе вместе с кошками, ящерицами и, как говорит она сама, «двумя самыми лучшими пекинесами в мире».

## Публикации
На протяжении семи лет Барбара Хэмбли бомбардировала издательства своими произведениями, которые неизменно возвращались к ней тяжёлым бумерангом неудачи. Но если долго мучиться… В общем, 1980-е оказались счастливым для Барбары десятилетием. В самом его начале издательство Ballantine Books приняло к публикации роман Хэмбли «Время Тьмы» — первый том фэнтезийного цикла «Хроники Дарвет», причём заключив контракт сразу на трилогию. В 1982 году был опубликован её дебютный роман «Время Тьмы», начавший цикл «Дарвет». Первоначально цикл представлял собой трилогию, но позднее были написаны ещё два романа. Кроме фэнтези Хэмбли писала историко-мистические романы, такие, как «The Quirinal Hill Affair», участвовала в новеллизации сериалов «Star Trek» и «Star Wars», писала циклы о драконах и вампирах. Почти всё, написанное Хэмбли в предыдущие годы, так или иначе пошло в дело — за последующие семь лет вышло 12 её романов!
Особенный успех выпал на долю романтического фэнтези «Драконья Погибель» (1985), у которого позже появилось несколько продолжений. Привлёк внимание публики и критики необычный вампирский роман «Те, кто охотится в ночи» (1988), ставший лауреатом премии журнала «Локус». Опцион на книгу приобрела одна из голливудских киностудий — правда, до экранизации так и не дошло. Хотя с кино Хэмбли дело всё-таки имела. Тогда же, в золотые для Барбары 1980-е, её сценарии стали основой для эпизодов нескольких мультсериалов — Jayce and the Wheeled Warriors (1985), MASK (1985), She-Ra: Princess of Power (1986), Starcom: The U.S. Space Force (1987).
В последующие годы Барбара Хэмбли продолжала плодотворно работать, правда, в 2000-х она с фантастики переключилась в основном на исторические романы, разбавляя их мистикой и детективами. Некоторые из этих книг обрели статус национальных американских бестселлеров.

### Список произведений

#### Циклы
«Хроники Дарвет»
1. «Время Тьмы» (The Time of the Dark, 1982)
2. «Воздушные стены» (The Walls of Air, 1983)
3. «Воинство Рассвета» (The Armies of Daylight, 1983)
4. «Мать Зимы» (Mother of Winter, 1996)
5. «Ледяной Сокол» (Icefalcon’s Quest, 1998)

«Солнечный Волк и Звездный Сокол»
1. The Ladies of Mandrigyn (1984)
2. The Witches of Wenshar (1987)
3. The Dark Hand of Magic (1990)

«Зимние земли»
1. «Драконья Погибель» (Dragonsbane, 1985)
2. «Драконья Тень» (Dragonshadow, 1999)
3. The Knight of the Demon Queen (2000)
4. Dragonstar (2002)

«Звездный Путь» (межавторский цикл)
1. «Ишмаэль» (Ishmael, 1985)
2. Ghost-Walker (1990)
3. Crossroad (1994)

«Роза Ветров»
1. The Silent Tower (1986)
2. The Silicon Mage (1988)
3. Dog Wizard (1992)
4. Stranger at the Wedding (1994)

«Джеймс Эшер»
1. «Те, кто охотится в ночи» (Those Who Hunt the Night, 1988: издавался также как Immortal Blood)
2. «Путешествие в страну смерти» (Traveling with the Dead, 1995)
3. «Кровавые девы» (Blood Maidens,2013)
4. Magistrates of Hell (2012)
5. The Kindred of Darkness (2014)
6. Darkness on his Bones (2015)

«Красавица и чудовище» (межавторский цикл)
1. Beauty and the Beast (1989)
2. «Песнь Орфея» (Song of Orpheus, 1990)

«Солнечный крест»
1. The Rainbow Abyss (1991)
2. The Magicians of Night (1991)

«Звёздные войны» (межавторский цикл)
1. «Дети джедаев» (Children of the Jedi, 1995)
2. «Сумрачная планета» (Planet of Twilight, 1997)

«Сёстры Ворона»
1. Sisters of the Raven (2002)
2. Circle of the Moon (2005)

 Отдельные романы 
1. Bride of the Rat God (1994)
2. Magic Time (2001, соавтор Марк Скотт Зикри, роман из одноимённого межавторского цикла)
3. Renfield: Slave of Dracula (2006)

## Награды
В 1994-96 годах Барбара Хэмбли была президентом Science Fiction Writers of America. Она неоднократно номинировалась на премию Nebula и награждена премией Locus за роман «Те, кто охотится в ночи».
- Локус / Locus Award, 1989 // Роман ужасов — Те, кто охотится в ночи / Immortal Blood (1988)
- Премия Жюли Верланже / Prix Julia-Verlanger, 1992 // Роман. (США) — Драконья Погибель / Dragonsbane (1985)
- Премия Лорда Рутвена / Lord Ruthven Award, 1996 // Художественная проза — Путешествие в страну смерти / Traveling with the Dead (1995)
- Премия Лорда Рутвена / Lord Ruthven Award, 2007 // Художественная проза — Renfield (2006)